# يو إف سي على إف إكس: جيلارد ضد ميلر
يو إف سي على إف إكس: جيلارد ضد ميلر (بالإنجليزية: UFC on FX: Guillard vs. Miller)‏ هو حدث لفنون القتال المختلطة نظمته يو إف سي، أُقيم في 20 يناير 2012، على بريدجستون أرينا في ناشفيل، تينيسي، الولايات المتحدة.